# ピッツバーグ国際空港ピープル・ムーバー

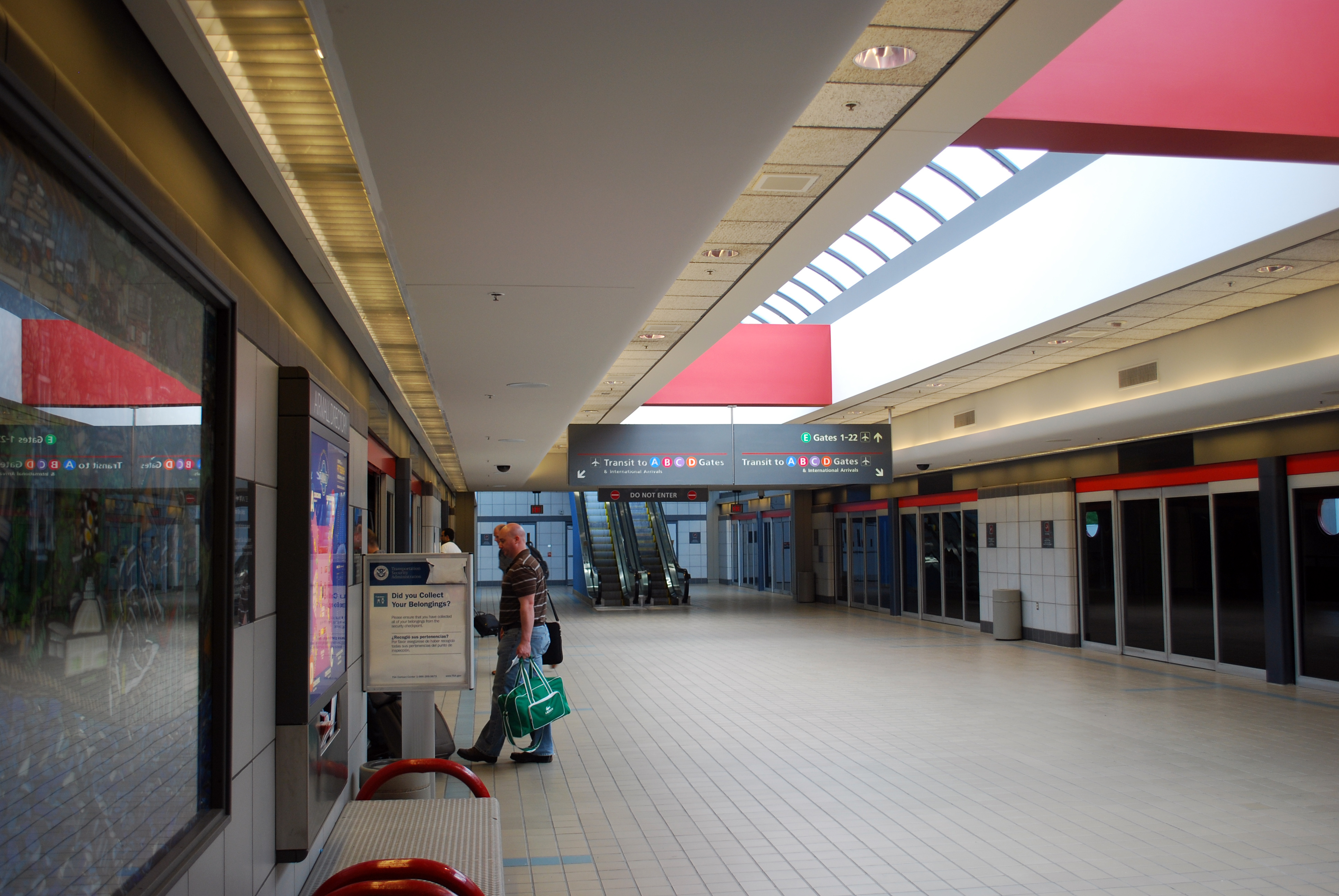
ピープル・ムーバー・システムのランドサイド・ターミナル駅。

ピッツバーグ国際空港ピープル・ムーバー（ピッツバーグこくさいくうこうピープルムーバー、英: Pittsburgh International Airport People Movers）は、ペンシルベニア州ピッツバーグのピッツバーグ国際空港で運行している自動の旅客輸送機関（Automated People Mover）である。ボンバルディアInnovia APM 1002編成を使用している。ランドサイド・ターミナルとエアサイド・ターミナルを結ぶ複線の地下トンネルを走行している。

## 歴史
ピープル・ムーバーは、ペンシルベニア州のアドトランツ（現・ボンバルディア）によって1,400万ドルの費用で設計および導入された。
1992年、エアサイド・ターミナルの開業時に運行を開始した。
1999年、旅客の増加に対処するために950万ドルの費用で輸送力を増強した。
各列車に1両が増結され、それぞれ2両編成の列車から3両編成の列車に変更された。乗り場は増結車両に対応するために拡張された。また、従来の車両を改装し、新しい車両に仕様を合わせた。
ピッツバーグ国際空港は2019年からランドサイド・ターミナルの建て替え工事を行っており、工事完了後、ピープル・ムーバーは廃止となる予定である。2024年頃の予定。